# Tom Parker Bowles
Thomas Henry Charles Parker Bowles (Londra, 18 dicembre 1974) è uno scrittore, conduttore radiofonico e critico gastronomico britannico.
Parker Bowles è autore di sette libri di cucina e, nel 2010, ha vinto il premio Guild of Food Writers 2010 per i suoi scritti sulla cucina britannica. È noto per le sue numerose apparizioni come giudice culinario per diversi programmi televisivi e per le sue recensioni di ristoranti inglesi e internazionali per le riviste GQ, Esquire, e The Mail on Sunday.

## Biografia
Parker Bowles è figlio della Regina Camilla e di Andrew Parker Bowles. Il suo patrigno e padrino è Re Carlo III. Ha anche una sorella minore, Laura Lopes.
Nato il 18 dicembre 1974 a Londra nel quartiere di Westminster, Parker Bowles è cresciuto a Bolehyde Manor ad Allington, nel Wiltshire, e, successivamente, a Middlewick House a Corsham, nel Wiltshire. Lui e la sorella Laura sono stati cresciuti come cattolici, in quanto sia il padre che la nonna paterna, Dame Ann Parker Bowles, professavano il Cattolicesimo. Da parte di padre, è un lontano erede dei conti di Macclesfield.
Parker Bowles ha studiato alla Summer Fields School di Oxford. Negli anni '80, lui e sua sorella hanno frequentato la Heywood Preparatory School a Corsham. In seguito ha frequentato l'Eton College e il Worcester College di Oxford. Parker Bowles afferma che subito dopo aver lasciato la scuola, si è innamorato del giornalismo gastronomico e cita le doti culinarie e le ricette di sua madre come ciò che lo ha ispirato a diventare uno scrittore di cucina.

## Carriera
Dal 1997 al 2000, Parker Bowles è stato un giovane pubblicista per la società di pubbliche relazioni Dennis Davidson Associates; nello stesso periodo viene sorpreso a sniffare cocaina al festival di Cannes. Nel 2001 diventa editorialista per la rivista Tatler.
Ad oggi è conduttore televisivo, critico culinario per The Mail on Sunday e giornalista gastronomico per Esquire. È anche redattore per Condé Nast Traveller (Regno Unito e Stati Uniti) e per Departures (Stati Uniti), nonché collaboratore regolare di Country Life, Harpers Bazaar e Town and Country. Ha collaborato anche a The F Word di Gordon Ramsay.
Dal 2007 al 2010 ha co-presentato Market Kitchen su Good Food Channel, insieme a Matthew Fort e Matt Tebbutt, e ha presentato per un anno il programma Food and Drink di LBC Radio. È stato giudice della serie ITV Food Food Glorious Food e della serie di cucina australiana di Channel 9, The Hot Plate. Nel 2017 è stato giudice, insieme a Matt Moran e Anna Polyviou, nella prima stagione di Family Food Fight (Channel 9 Australia) e ha girato la seconda stagione di Family Food Fight, trasmessa alla fine del 2018. È anche uno dei critici abituali di MasterChef (BBC 1). Nel 2014, Parker Bowles è stato inserito nella top 10 dei critici gastronomici più seguiti del Regno Unito su Twitter.

### Libri di cucina
Il primo libro di Parker Bowles, pubblicato nel 2004, è stato E Is For Eating – An Alphabet of Greed. Successivamente ha scritto, The Year of Eating Dangerously: A Global Adventure in Search of Culinary Extremes, pubblicato da Ebury nel 2007. AbeBooks ha inserito il libro nella lista The 50 Best Food Memoirs. Il suo terzo libro, Full English: A Journey Through the British and Their Food, è stato pubblicato nel 2009 e ha vinto il premio Guild of Food Writers 2010 per il miglior scritto sulla cucina britannica. In seguito scrive, Let's Eat: Recipes From My Kitchen Notebook, una raccolta delle sue ricette preferite, risalenti alla sua infanzia, raccolte da tutto il mondo e pensate per la cucina amatoriale. Il libro è stato pubblicato dalla St. Martin's Press nel 2012. Nell'ottobre 2014, ha presentato il suo quinto libro, intitolato Let's Eat Meat: Recipes for Prime Cuts, Cheap Bits and Glorious Scraps of Meat, pubblicato da Pavilion. Il suo settimo libro, Fortnum and Mason – Christmas and Other Winter Feasts (4th Estate) è stato pubblicato nell'ottobre 2018.

### Attività imprenditoriale
Nel novembre 2011, Parker Bowles, insieme al gastronomo Matthew Fort e all'agricoltore Rupert Ponsonby, lancia nel mercato britannico uno snack simile ai ciccioli, chiamato Mr. Trotter's Great British Pork Crackling. A seguito delle buone recensioni e alle numerose vendite dello snack, nel 2013 lanciano un marchio di birra chiamato Mr Trotter's Chestnut Ale, che è stato prodotto in collaborazione con The Lancaster Brewing Company; ad oggi è la prima birra a base di castagne per acquisti nel Regno Unito. Da allora Mr. Trotter's ha iniziato ad espandersi, creando diversi tipi di prodotti.

## Vita privata
Il 10 settembre 2005, dopo cinque anni di frequentazione, Parker Bowles ha sposato Sara Buys, co-redattrice della rivista Harpers & Queen ed editrice della rivista britannica Town & Country. Il matrimonio ha avuto luogo nella chiesa anglicana di St. Nicholas a Rotherfield Grays, nell'Oxfordshire. Suo cugino Ben Elliot è stato il suo testimone. La coppia ha avuto la figlia Lola nel 2007 e il figlio Frederick nel 2010. Parker Bowles e Buys si sono separati nel 2018.
Nel 2019, Parker Bowles ha iniziato a frequentare l'ex giornalista Alice Procope. Il 17 marzo 2021 Procope è morta nella sua casa, sette mesi dopo la diagnosi di cancro.

## Ascendenza
|                            |                     |                                        | Genitori                                 |  |  | Nonni |  |  | Bisnonni       |  |  | Trisnonni                        |  |
|                            |                     |                                        |                                          |  |  |       |  |  | Eustace Parker |  |  | Rev. Hon. Algernon Robert Parker |  |
|                            |                     |                                        |                                          |  |  |       |  |  | Eustace Parker |  |  | Rev. Hon. Algernon Robert Parker |  |
|                            |                     | Emma Jane Kenyon                       |                                          |  |  |       |  |  | Eustace Parker |  |  |                                  |  |
| Derek Henry Parker Bowles  |                     |                                        |                                          |  |  |       |  |  | Eustace Parker |  |  |                                  |  |
|                            |                     | Wilma Mary Garnault Bowles             | Colonnello Sir Henry Bowles, I Baronetto |  |  |       |  |  |                |  |  |                                  |  |
|                            |                     | Wilma Mary Garnault Bowles             | Colonnello Sir Henry Bowles, I Baronetto |  |  |       |  |  |                |  |  |                                  |  |
|                            |                     | Wilma Mary Garnault Bowles             | Florence Broughton                       |  |  |       |  |  |                |  |  |                                  |  |
| Andrew Parker Bowles       |                     | Wilma Mary Garnault Bowles             |                                          |  |  |       |  |  |                |  |  |                                  |  |
|                            |                     | Sir Humphrey di Trafford, IV baronetto | Sir Humphrey di Trafford, III baronetto  |  |  |       |  |  |                |  |  |                                  |  |
|                            |                     | Sir Humphrey di Trafford, IV baronetto | Sir Humphrey di Trafford, III baronetto  |  |  |       |  |  |                |  |  |                                  |  |
|                            |                     | Sir Humphrey di Trafford, IV baronetto | Violet Alice Maude Franklin              |  |  |       |  |  |                |  |  |                                  |  |
| Dama Ann di Trafford       |                     | Sir Humphrey di Trafford, IV baronetto |                                          |  |  |       |  |  |                |  |  |                                  |  |
|                            |                     | Hon. Cynthia Hilda Evelyn Cadogan      | Henry Cadogan, visconte Chelsea          |  |  |       |  |  |                |  |  |                                  |  |
|                            |                     | Hon. Cynthia Hilda Evelyn Cadogan      | Henry Cadogan, visconte Chelsea          |  |  |       |  |  |                |  |  |                                  |  |
|                            |                     | Hon. Cynthia Hilda Evelyn Cadogan      | Hon. Mildred Cecilia Harriet Sturt       |  |  |       |  |  |                |  |  |                                  |  |
| Tom Parker Bowles          |                     | Hon. Cynthia Hilda Evelyn Cadogan      |                                          |  |  |       |  |  |                |  |  |                                  |  |
|                            | Philip Morton Shand | Alexander Faulkner Shand               |                                          |  |  |       |  |  |                |  |  |                                  |  |
|                            | Philip Morton Shand | Alexander Faulkner Shand               |                                          |  |  |       |  |  |                |  |  |                                  |  |
|                            | Philip Morton Shand | Augusta Mary Coates                    |                                          |  |  |       |  |  |                |  |  |                                  |  |
| Bruce Middleton Hope Shand | Philip Morton Shand |                                        |                                          |  |  |       |  |  |                |  |  |                                  |  |
|                            |                     | Edith Marguerite Harrington            | George Woods Harrington                  |  |  |       |  |  |                |  |  |                                  |  |
|                            |                     | Edith Marguerite Harrington            | George Woods Harrington                  |  |  |       |  |  |                |  |  |                                  |  |
|                            |                     | Edith Marguerite Harrington            | Alice Edith Stillman                     |  |  |       |  |  |                |  |  |                                  |  |
| Camilla Shand              |                     | Edith Marguerite Harrington            |                                          |  |  |       |  |  |                |  |  |                                  |  |
|                            |                     | Roland Cubitt, III barone Ashcombe     | Henry Cubitt, II barone Ashcombe         |  |  |       |  |  |                |  |  |                                  |  |
|                            |                     | Roland Cubitt, III barone Ashcombe     | Henry Cubitt, II barone Ashcombe         |  |  |       |  |  |                |  |  |                                  |  |
|                            |                     | Roland Cubitt, III barone Ashcombe     | Maud Marianne Calvert                    |  |  |       |  |  |                |  |  |                                  |  |
| Hon. Rosalind Maud Cubitt  |                     | Roland Cubitt, III barone Ashcombe     |                                          |  |  |       |  |  |                |  |  |                                  |  |
|                            |                     | Sonia Rosemary Keppel                  | Hon. George Keppel                       |  |  |       |  |  |                |  |  |                                  |  |
|                            |                     | Sonia Rosemary Keppel                  | Hon. George Keppel                       |  |  |       |  |  |                |  |  |                                  |  |
|                            |                     | Sonia Rosemary Keppel                  | Lady Alice Frederica Edmonstone          |  |  |       |  |  |                |  |  |                                  |  |
|                            |                     | Sonia Rosemary Keppel                  |                                          |  |  |       |  |  |                |  |  |                                  |  |

## Pubblicazioni
- E is for Eating: An Alphabet of Greed. (2004). Long Barn Books. ISBN 978-1902421100
- The Year of Eating Dangerously: A Global Adventure in Search of Culinary Extremes  (2007). Ebury. ISBN 978-0091904913
- Full English: A Journey Through the British and Their Food. (2009). Ebury. ISBN 978-0091926687
- Let's Eat: Recipes from My Kitchen Notebook. (2012). St. Martin's Press. ISBN 978-1250014337
- Let's Eat Meat: Recipes for Prime Cuts, Cheap Bits and Glorious Scraps of Meat. (2014). Pavilion. ISBN 978-1909108318
- The Fortnum & Mason Cookbook. (2016). Harper Collins. ISBN 978-0008199364
- Fortnum and Mason: Christmas and Other Winter Feasts. (2018). Fourth Estate Ltd ISBN 978-0008305017